# Biografielijst To

## To
- Kenneth To (1992), Australisch zwemmer

## Tob

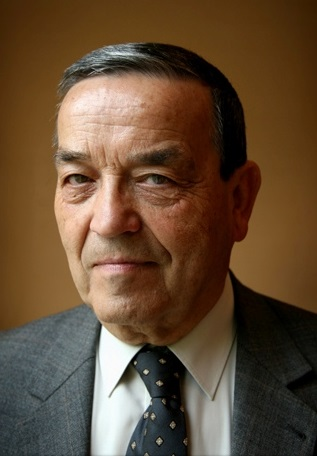
Louis Tobback

- Kaito Toba (2000), Japans motorcoureur
- Bruno Tobback (1969), Belgisch politicus
- Louis Tobback (1938), Belgisch politicus
- Natalja Tobias (1980), Oekraïens atlete
- Rudolf Tobias (1873-1918), Estisch componist
- Amon Tobin (1972), Braziliaans live-dj en producer
- Louise Tobin (1918-2022), Amerikaans jazzzangeres
- Robert Tobin (1983), Brits atleet
- Stephen Tobolowsky (1951), Amerikaans acteur

- Ernst Toch (1887-1964), Oostenrijks-Amerikaans componist, muziektheoreticus, filosoof en muziekpedagoog
- François Toch (1881-1962), Belgisch syndicalist en politicus
- Shohei Tochimoto (1989), Japans schansspringer

## Tod
- Alexander Todd (1907-1997), Schots biochemicus
- Kate Todd (1987), Canadees actrice
- Mark Todd (1956), Nieuw-Zeelands ruiter
- Richard Todd (1919-2009), Brits acteur
- Sugar Todd (1990), Amerikaans langebaanschaatsster
- Tony Todd (1954-2024), Amerikaans acteur
- Mario Todorović (1988), Kroatisch zwemmer
- Giorgia Todrani (1971), Italiaans zangeres
- Fritz Todt (1891-1942), Duits ingenieur en rijksminister voor bewapening en munitie in het Derde Rijk
- Jean Todt (1946), Frans Formule-1 manager

## Toe

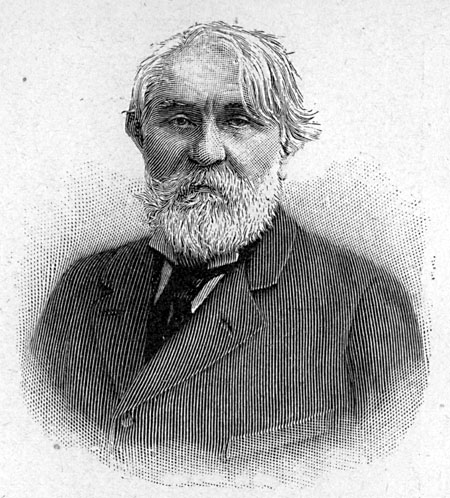
Ivan Toergenjev

- Louis Toebosch (1916-2009), Nederlands componist, muziekpedagoog en organist
- Moniek Toebosch (1948-2012), Nederlands performance- en beeldend kunstenaar en actrice
- Jekaterina Toedegesjeva (1987), Russisch snowboardster
- Jelizaveta Toektamysjeva (1996), Russisch kunstschaatsster
- Aman Toelejev, (1944-2023), Russisch politicus
- Alice Toen (1924), Vlaams actrice
- Jo Toennaer (1933-2024), Nederlands voetballer
- August Toepler (1836-1912), Duits natuurkundige
- Pramoedya Ananta Toer (1925-2006), Indonesisch schrijver
- Ivan Toergenjev (1818-1883), Russisch schrijver en dichter
- Dmitri Toersoenov (1982), Russisch tennisser
- Jelizabet Toersynbajeva (2000), Kazachs kunstschaatsster
- Edgardo Toetti (1910-1968), Italiaans atleet

## Tog
- Ugo Tognazzi (1922-1990), Italiaans filmacteur, regisseur en scenarioschrijver
- Gina Tognoni (1973), Amerikaans actrice

## Toh
- Christine Tohmé (1964), Libanees conservator

## Toi
- Kara Tointon (1983), Brits actrice
- José Toirkens (1944-1993), Nederlands journaliste
- Ahti Toivanen (1990), Fins biatleet
- Jukka Toivola (1949-2011), Fins atleet
- Armas Toivonen (1899-1973), Fins atleet

## Toj
- Hideki Tojo (1884-1948), Japans militair en politicus

## Tok
- Bernard Tokkie (1867-1942), Belgisch zanger en Vlaams activist
- Masaki Tokudome (1971), Japans motorcoureur

## Tol
- Cees Tol (1947-2018), Nederlands gitarist en tekstschrijver
- Dick Tol (1934-1973), Nederlands voetballer
- Henriëtte Tol (1953), Nederlands actrice
- Jacques van Tol (1897-1969), Nederlands tekstschrijver en collaborateur
- Erjon Tola (1986), Albanees skiër
- Kejsi Tola (1992), Albanees zangeres
- Tadese Tola (1987), Ethiopisch atleet
- Tamirat Tola (1991), Ethiopisch atleet
- Tesfaye Tola (1974), Ethiopisch atleet
- Workenesh Tola (1977), Ethiopisch atlete
- Johnnie Tolan (1917-1986), Amerikaans autocoureur
- Gregg Toland (1904-1948), Amerikaans cameraman
- John Toland (1670-1722), Iers-Brits filosoof en theoloog
- John Toland (1912-2004), Amerikaans historicus en schrijver
- Picho Toledano (1986), Mexicaans autocoureur
- Francisco Toledo (1940-2019), Mexicaans kunstschilder
- García Álvarez de Toledo (1514-1574), Spaans militair en staatsman
- Arturo Tolentino (1910-2004), Filipijns politicus
- Guillermo Tolentino (1890-1976), Filipijns beeldhouwer
- Lorna Tolentino (1961), Filipijns actrice
- Zdravko Tolimir (1948), Bosnisch-Servisch generaal en verdachte
- J.R.R. Tolkien (1892-1973), Engels schrijver
- Jan Wilm Tolkamp (1965), Nederlands gitarist en zanger
- Abeba Tolla (1977), Ethiopisch atlete
- Girma Tolla (1975), Ethiopish atleet
- Ernst Toller (1893-1939), Duits schrijver
- Herman Tollius (1742-1822), Nederlands classicus en neerlandicus
- Jacobus Tollius (1633-1696), Nederlands classicus en alchemist
- Jan Tollius (ca. 1550-1603?), Nederlands componist
- Teun Tolman (1924-2007), Nederlands veefokker en politicus
- Foua Toloa, premier van de Tokelau-eilanden
- Olegário Tolói de Oliveira (1939-2024), Braziliaans voetballer en trainer
- Ettore Tolomei (1865-1952), Italiaans nationalist
- Ambesse Tolosa (1977), Ethiopisch atleet
- Arto Tolsa (1945-1989), Fins voetballer

## Tom

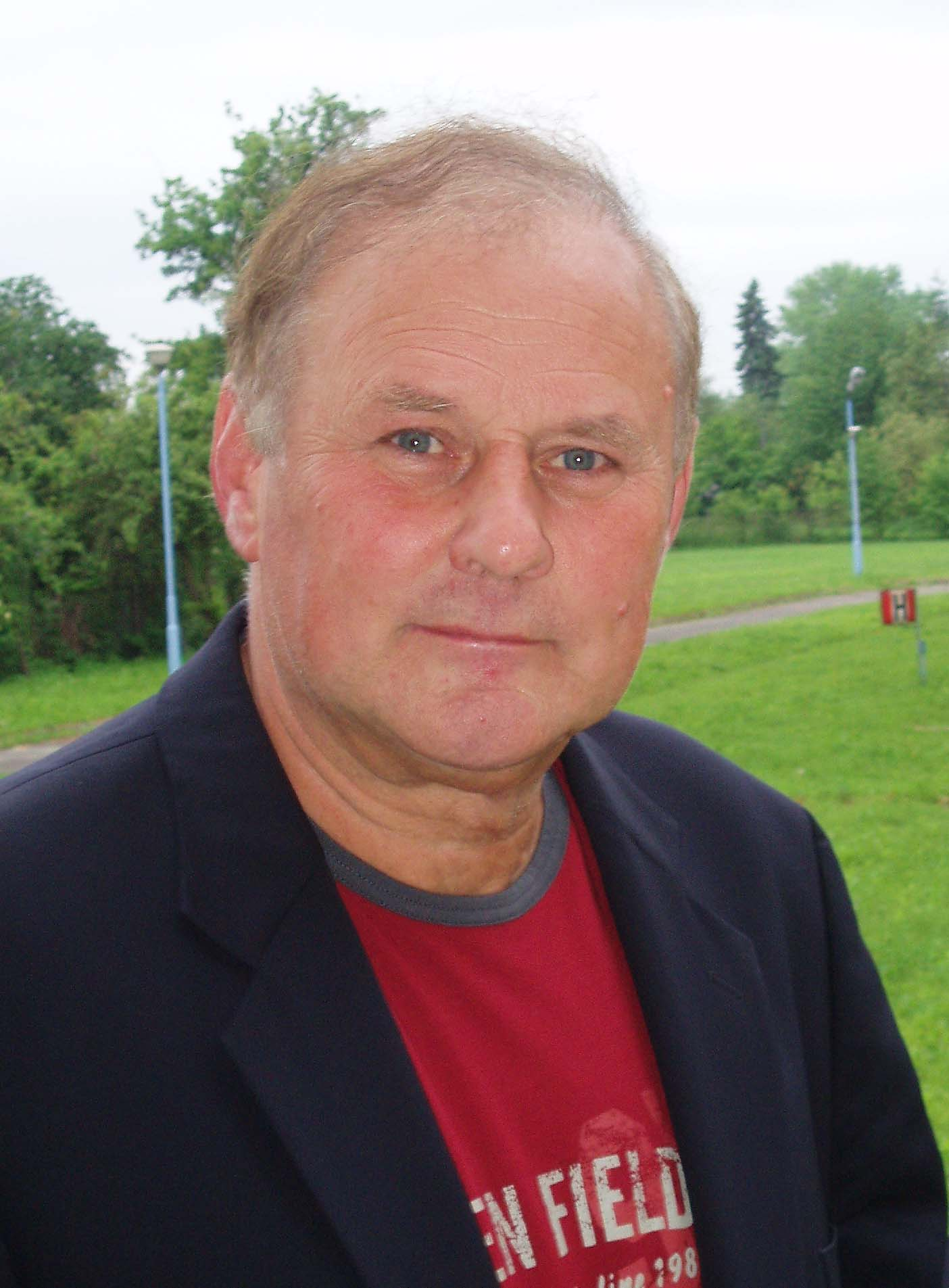
Jan Tomaszewski

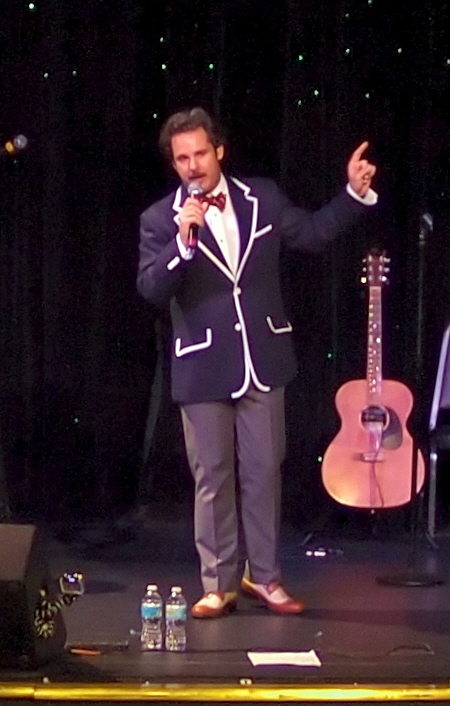
Paul F. Tompkins, 2012

- Sanda Toma (1956), Roemeens roeister
- Valer Toma (1957), Roemeens roeier
- Andreas Tomalla (1963), Duits dj en producer
- Hansen Tomas (1987), Nederlands zanger
- Stjepan Tomas (1976), Bosnisch-Kroatisch voetballer
- Wilhelm Tomaschek (1841-1901), Oostenrijks geograaf en oriëntalist
- Bruna Tomaselli (1997), Braziliaans autocoureur
- Marin Tomasov (1987), Kroatisch voetballer
- Igor Tomašić (1976), Kroatisch-Bulgaars voetballer
- Jon Dahl Tomasson (1976), Deens voetballer en voetbalcoach
- Henryk Tomaszewski (1914-2005), Pools affiche- en posterkunstenaar
- Jan Tomaszewski (1948), Pools voetballer
- Tomatito (1958), Spaans flamencogitarist
- Alberto Tomba (1966), Italiaans skiër
- Fernand de La Tombelle (1854-1928), Frans componist
- Ivan Tomečak (1989), Kroatisch voetballer
- Ante Tomić (1983), Kroatisch voetballer
- Bernard Tomic (1992), Australisch tennisser
- Tomislav II van Kroatië (1900-1948), koning van Kroatië
- Naoya Tomita (1989), Japans zwemmer
- Sena Tomita (1999), Japans snowboardster
- Tamlyn Tomita (1966), Japans/Amerikaans actrice
- Hinako Tomitaka (2000), Japans freestyleskiester
- Shoya Tomizawa (1990-2010), Japans motorcoureur
- Peter Tomka (1956), Slowaaks ambassadeur en rechter bij het Internationaal Gerechtshof
- David Tomkins (1880-1952), Nederlands schrijver, schilder en illustrator
- James Tomkins (1965), Australisch roeier
- James Tomkins (1989), Engels voetballer
- Thomas Tomkins (1572-1656), Brits componist
- Trevor Tomkins (1941-2022), Brits jazzdrummer
- Jozef Tomko (1924-2022), Slowaaks kardinaal
- Laura Tomlinson (1985), Brits amazone
- Rik Tommelein (1962), Belgisch atleet
- Satoshi Tomiie (1966), Japans dj/producer
- Shinichirō Tomonaga (1906-1979), Japans natuurkundige en Nobelprijswinnaar
- Paul F. Tompkins (1968), Amerikaans acteur, stemacteur, komiek, filmproducent en scenarioschrijver
- Marjan Tomšič (1939-2023), Sloveens schrijver
- Michail Tomski (1880-1936), Russisch politicus

## Ton

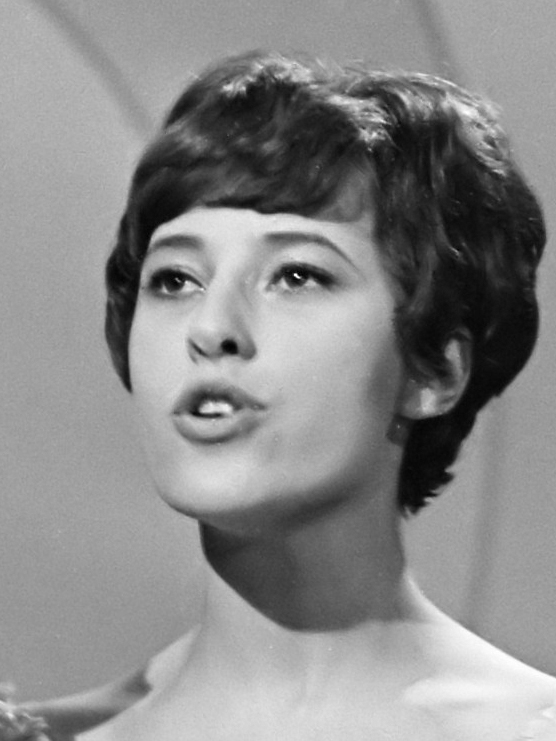
Tonia

- Warmolt Tonckens (1848-1922), Nederlands jurist en gouverneur van Suriname
- Guy Tondeur (1958), Belgisch atleet
- Ivan Toney (1996), Engels voetballer
- Anote Tong (1952), Kiribatisch president
- Tong Jian (1979), Chinees kunstschaatser
- Hans van Tongeren (1955-1982) Nederlands acteur
- Luca Toni (1977), Italiaans voetballer
- Tonia (1947), Belgisch zangeres
- Jaan Tõnisson, Estisch staatsman
- Pavel Tonkov (1969), Russisch wielrenner
- Désirée Tonnaer (1955), Nederlands beeldhouwer
- Hummie van der Tonnekreek (1945-2022), Nederlands journaliste en hoofdredacteur
- Didrik Tønseth (1991), Noors langlaufer
- Roope Tonteri (1992), Fins snowboarder

## Too

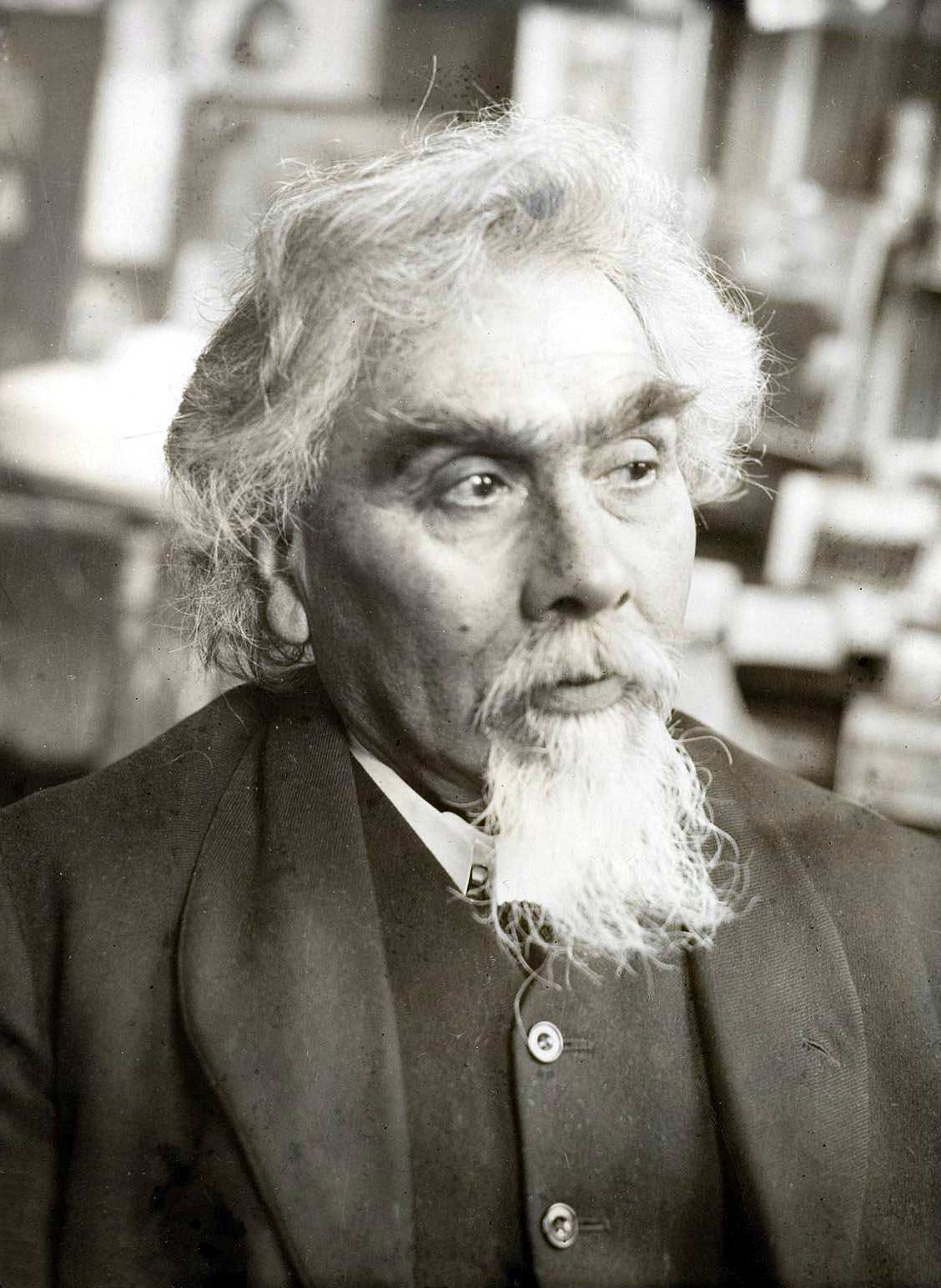
Jan Toorop

- Arie den Toom (1906-1945), Nederlands verzetsstrijder
- Willem den Toom (1911-1998), Nederlands militair en politicus
- Willem den Toom (1928-2007), Nederlands predikant en theoloog
- Yana Toom (1966), Ests journaliste en politica
- Koit Toome (1979), Ests zanger
- Marten Toonder (1912-2005), Nederlands stripauteur
- Peter Toonen (1958), Nederlands spreker, schrijver en Mayakenner
- Christine Toonstra (1966), Nederlands atlete
- Gerrit Toorenburgh (1732/1737-1785), Nederlands kunstschilder
- Julia van der Toorn (1995), Nederlands singer-songwriter
- Jan van Toorn (1932-2020), Nederlands grafisch ontwerper
- Willem van Toorn (1935-2024), Nederlands dichter, romanschrijver en vertaler
- Gerrit Toornvliet (1908-1981), Nederlands predikant
- Charley Toorop (1891-1955), Nederlands kunstschilderes en lithografe
- Jan Toorop (1858-1928), Nederlands schilder
- Tooske Ragas (1974), Nederlands vj, zangeres, actrice en televisiepresentatrice
- Fred Tootell (1902-1964), Amerikaans atleet

## Top
- Patrick Topaloff (1944-2010), Frans zanger en acteur
- Nikola Topić (2005), Servisch basketballer
- Chaim Topol (1935-2023), Israëlisch acteur
- Sergio Toppi (1932-2012), Italiaans illustrator, striptekenaar en cartoonist
- Obi Toppin (1998), Amerikaans basketballer
- Telesphore Placidus Toppo (1939-2023), Indiaas kardinaal

## Tor

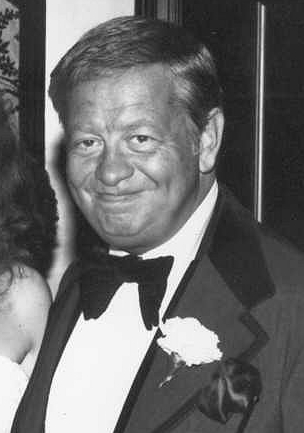
Mel Tormé

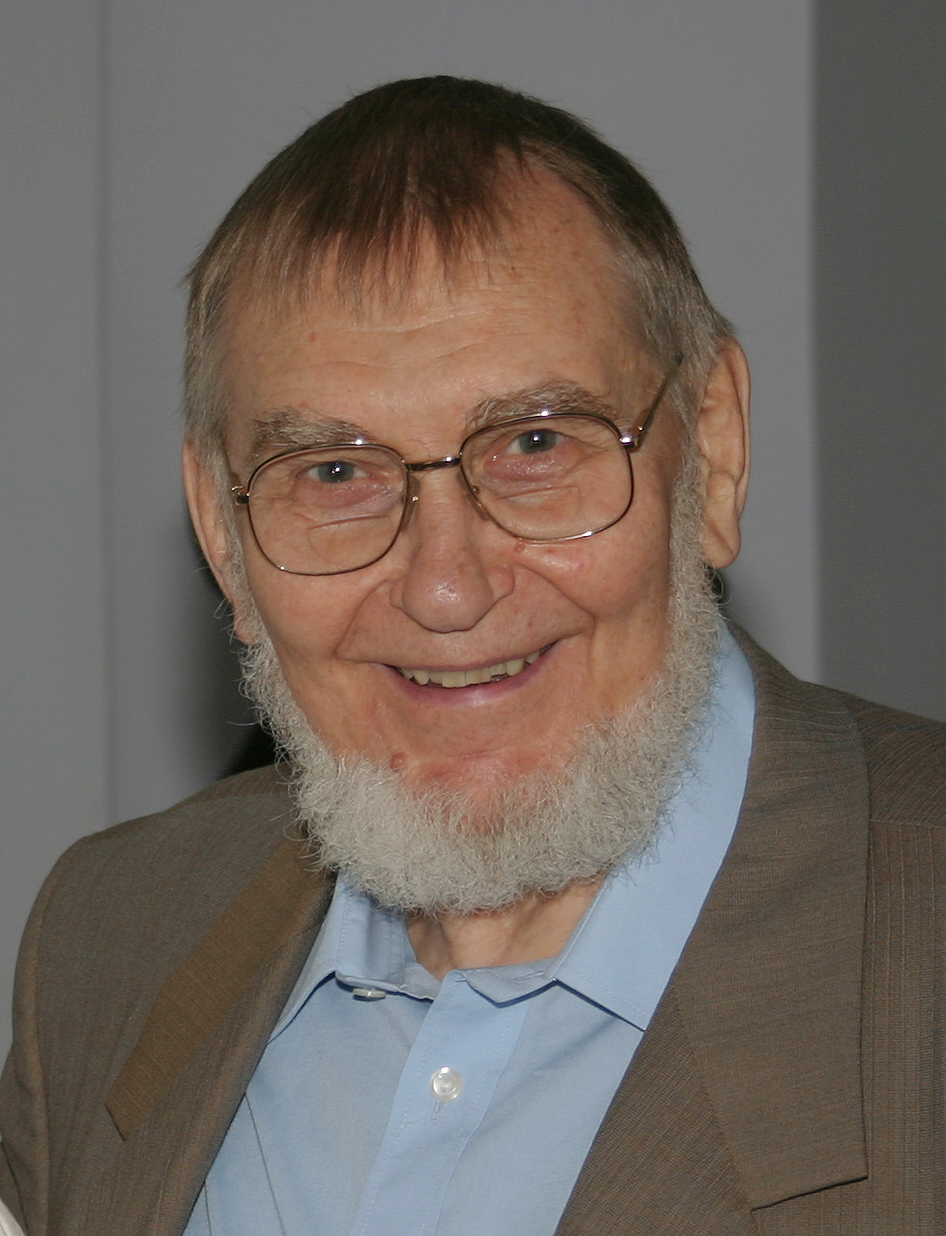
Veljo Tormis

- Fernando Toranzo Fernández (1950), Mexicaans medicus en politicus
- Dimitri van Toren (1940-2015), Nederlands zanger en kleinkunstenaar
- Waldemar Torenstra (1974), Nederlands acteur
- Manuel Ortiz Toribio (1984), Spaans voetballer
- Simeon Toribio (1905-1969), Filipijns atleet
- Johnson Toribiong (1946), Palaus advocaat en politicus (7e president van Palau)
- Alexander Toril (1996), Spaans-Duits autocoureur
- Akira Toriyama (1955-2024), Japans mangaka
- Mel Tormé (1925-1999), Amerikaans musicus
- Veljo Tormis (1930), Estisch componist
- Oscar Torp (1893-1958), Noors politicus
- Tomás de Torquemada (1420-1498), Spaans monnik en inquisiteur
- Michèle Torr (1947), Frans zangeres
- Jack Torrance (1912-1969), Amerikaans atleet
- Jamaal Torrance (1983), Amerikaans atleet
- Manuel Lillo Torregrosa (1940–2024), Spaans componist en klarinettist
- Gwen Torrence (1965), Amerikaans atlete
- Pip Torrens (1960), Brits acteur
- Antonio de Torres (1817-1892), Spaans gitaarbouwer
- Arturo Torres (1906-1987), Chileens voetballer en voetbaltrainer
- Carlos Torres (1951), Ecuadoraans voetballer en voetbaltrainer
- Carlos Alberto Torres (1944-2016), Braziliaans voetballer en voetbalcoach
- Darley Ramón Torres (1989), Braziliaans voetbaldoelman
- Fernando Torres (1984), Spaans voetballer
- Jordi Torres (1987), Spaans motorcoureur
- Sandra Torres (1974), Argentijns atlete
- Evangelista Torricelli (1608-1647), Italiaans natuurkundige
- Krijn Torringa (1940-2006), Nederlands presentator
- Herri Torrontegui (1967), Spaans motorcoureur
- Filippo Tortu (1998), Italiaans atleet
- Tunay Torun (1990), Duits voetballer
- Anna Torv (1979), Australisch actrice
- Linus Torvalds (1969), Fins informaticus

## Tos
- Matteo Tosatto (1974), Italiaans wielrenner
- Anton Toscani (1901-1984), Nederlands snelwandelaar
- Oliviero Toscani (1942-2025), Italiaans fotograaf
- Arturo Toscanini (1867-1957), Italiaans dirigent
- James Toseland (1980), Brits motorcoureur
- Enrico Toselli (1883-1926), Italiaans componist en pianist
- Daniel Tosh (1975), Amerikaans komiek
- Peter Tosh (1944-1987), Jamaicaans muzikant
- Stuart Tosh (1951), Brits muzikant
- Jasmine Tosky (1994), Amerikaans zwemster
- Tiba Tossijn (1986), Nederlands actrice
- Sheena Tosta (1982), Amerikaans atlete

## Tot
- Ágota Tóth (1987), Hongaars schaatsster
- Csaba Tóth (1967), Hongaars autocoureur
- László Tóth (2000), Hongaars autocoureur
- Matej Tóth (1983), Slowaaks atleet
- Norbert Tóth (1998), Hongaars autocoureur
- Sylvia Tóth (1944), Hongaars-Nederlands zakenvrouw
- Yuto Totsuka (2001), Japans snowboarder
- Francesco Totti (1976), Italiaans voetballer

## Tou

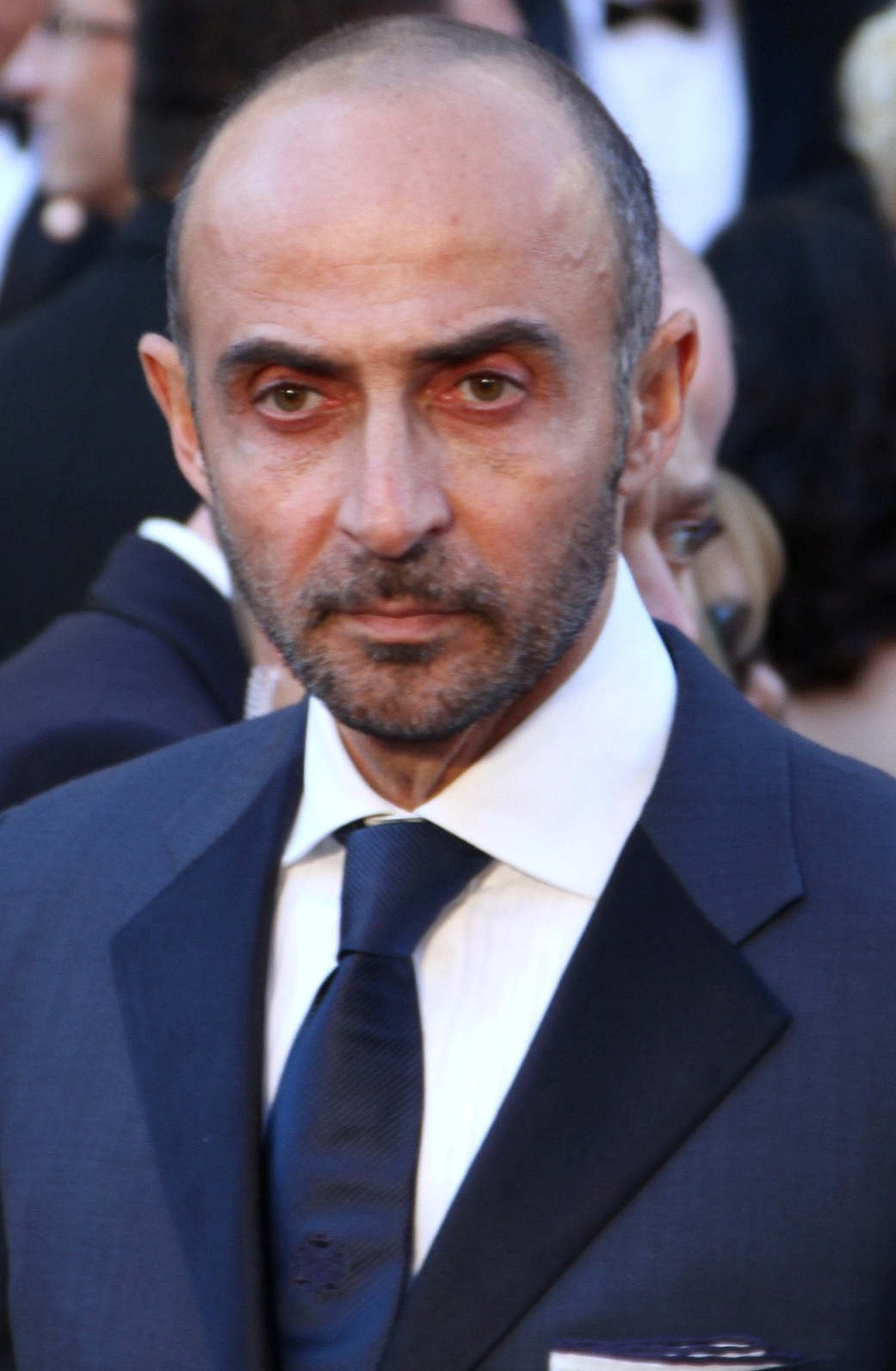
Shaun Toub, 2011

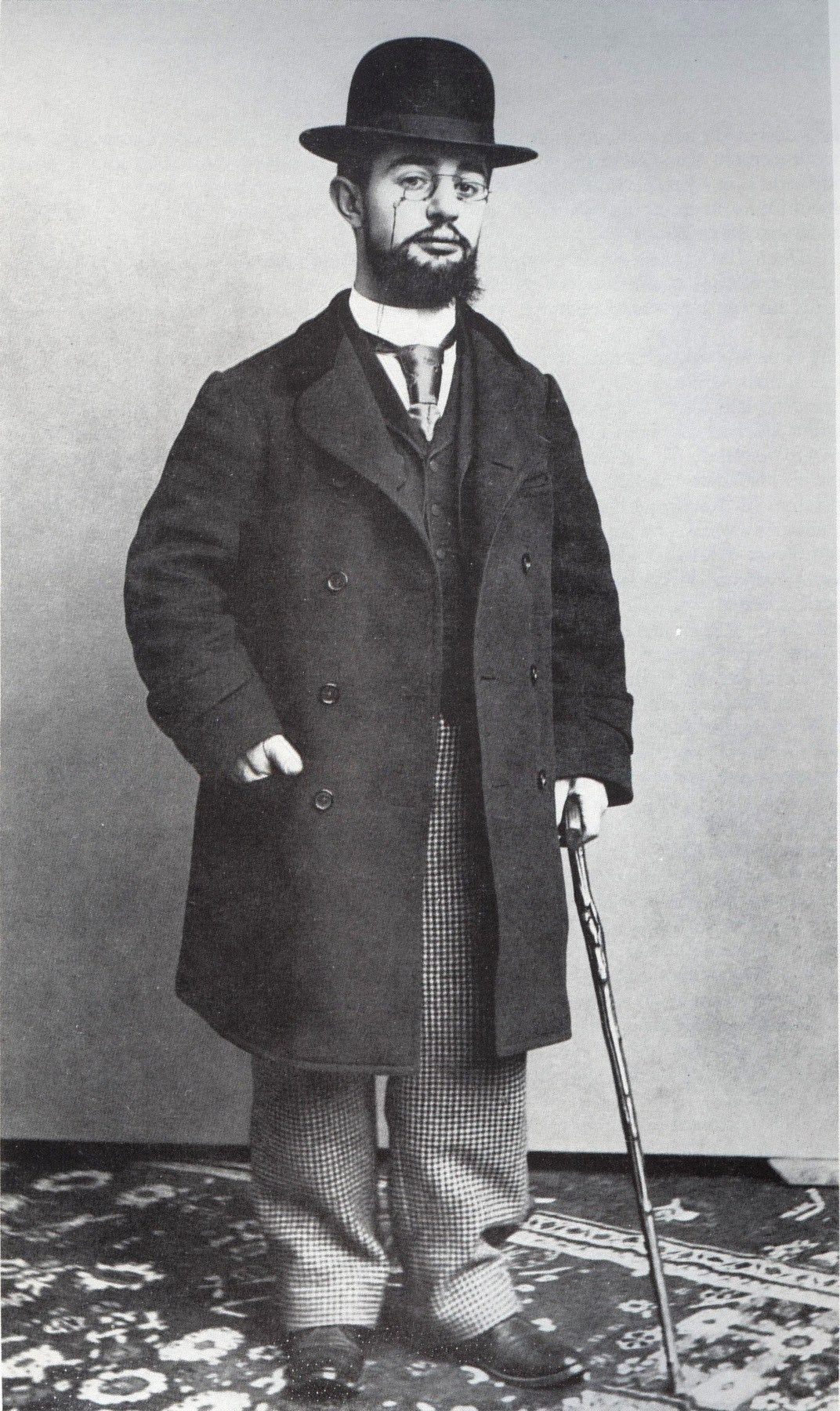
Henri de Toulouse-Lautrec

- Shaun Toub (1963), Iraans/Amerikaans acteur
- Colin Touchin (1953-2022), Brits componist, dirigent, klarinettist en muziekpedagoog
- Henri de Toulouse-Lautrec (1864-1901), Frans schilder en graficus
- Jef Toune (1887-1940), Belgisch kunstenaar
- Yakov Yan Toumarkin (1992), Israëlisch zwemmer
- Alain Touraine (1925-2023), Frans socioloog
- Ali Farka Touré (1939-2006), Malinees gitarist en zanger
- Jasper Tournay (ca.1561-1635), Belgisch-Nederlands vroege drukker van het vrije woord
- Joseph Pitton de Tournefort (1656-1708), Frans botanicus
- Walter Tournier (1944), Uruguayaans maker van met name animatiefilms
- Berthold Tours (1838-1897), Nederlands violist en componist
- Sheila Tousey (1960), Amerikaans actrice
- Allen Toussaint (1938-2015), Amerikaans musicus en zanger
- Eugenio Toussaint (1954-2011), Mexicaans componist en pianist
- Jean-Philippe Toussaint (1957) Franstalig Belgisch schrijver, regisseur en fotograaf
- Lorraine Toussaint (1960), Trinidadaans actrice en filmproducente
- Kira Toussaint (1994), Nederlands zwemster
- Michel Toussaint (1922-2007), Waals-Belgisch politicus en advocaat
- Steve Toussaint (1965), Brits acteur
- Thierry Toutain (1962), Frans atleet
- Sébastien Toutant (1992), Canadees snowboarder
- Marjolijn Touw (1962), Nederlandse zangeres en actrice
- Pleuni Touw (1938), Nederlands actrice
- Gordon Touw Ngie Tjouw (1985), Surinaams zwemmer

## Tov
- Mageina Tovah (1979), Amerikaans actrice
- Lupita Tovar (1910-2016), Mexicaans actrice
- Bramwell Tovey (1953-2022), Brits componist & dirigent
- Frank Tovey (1956-2002), Brits muzikant

## Tow
- Harry Towb (1925-2009), Noord-Iers acteur
- Lee Towers (1946), Nederlands zanger
- Robert Towne  (1934), Amerikaans scenarist en regisseur
- Charles Townes (1915-2015), Amerikaans natuurkundige en Nobelprijswinnaar
- Forrest Towns (1914-1991), Amerikaans atleet
- Darian Townsend (1984), Zuid-Afrikaans zwemmer
- Declan Townsend (1938), Iers musicus
- Douglas Townsend (1921), Amerikaans componist en musicoloog
- John Sealy Townsend (1868-1957), Iers natuurkundige
- Peter Townsend (1946), Engels golfer
- Sue Townsend (1946-2014), Engels schrijfster
- Stuart Townsend (1972), Iers acteur
- Pete Townshend (1945), Brits rockgitarist, -zanger, -songwriter en -componist

## Tox
- Edzo Toxopeus (1918-2009), Nederlands advocaat en politicus

## Toy
- Alan Toy (1950), Amerikaans acteur, schrijver en gehandicaptenactivist
- Toyah (1958), Brits zangeres en actrice
- Yuzo Toyama (1931-2023), Japans componist en dirigent